# Тождество Капелли
Тождество Капелли — аналог матричного соотношения {\displaystyle \mathrm {det} (AB)=\mathrm {det} (A)\,\mathrm {det} (B)} для дифференциальных операторов с некоммутирующими элементами, связанных с представлением алгебры Ли {\displaystyle {\mathfrak {gl}}_{n}}. Используется для соотнесения инварианта {\displaystyle {\mathsf {f}}} с инвариантом {\displaystyle \Omega {\mathsf {f}}}, где {\displaystyle \Omega } — это {\displaystyle \Omega }-процесс Кэли. Названо по имени Альфредо Капелли, установившего этот результат в 1887 году.

## Формулировка
Пусть {\displaystyle x_{ij}} для {\displaystyle i,j=1,\dots ,n} — коммутирующие переменные и {\displaystyle E} — поляризационный оператор:
{\displaystyle E_{ij}=\sum _{a=1}^{n}x_{ia}{\frac {\partial }{\partial x_{ja}}}}.
Тождество Капелли утверждает, что следующие дифференциальные операторы, выраженные как определители, равны:
{\displaystyle {\begin{vmatrix}E_{11}+n-1&\cdots &E_{1,n-1}&E_{1n}\\\vdots &\ddots &\vdots &\vdots \\E_{n-1,1}&\cdots &E_{n-1,n-1}+1&E_{n-1,n}\\E_{n1}&\cdots &E_{n,n-1}&E_{nn}+0\end{vmatrix}}={\begin{vmatrix}x_{11}&\cdots &x_{1n}\\\vdots &\ddots &\vdots \\x_{n1}&\cdots &x_{nn}\end{vmatrix}}{\begin{vmatrix}{\frac {\partial }{\partial x_{11}}}&\cdots &{\frac {\partial }{\partial x_{1n}}}\\\vdots &\ddots &\vdots \\{\frac {\partial }{\partial x_{n1}}}&\cdots &{\frac {\partial }{\partial x_{nn}}}\end{vmatrix}}.}
Обе стороны этого равенства — дифференциальные операторы. Определитель в левой части имеет некоммутирующие элементы, и при разложении сохраняет порядок своих множителей слева направо. Такой определитель часто называют определителем по столбцам[неизвестный термин], так как он может быть получен за счет разложения определителя по столбцам, начиная с первого столбца. Это может быть формально записано как
{\displaystyle \det(A)=\sum _{\sigma \in S_{n}}\operatorname {sgn}(\sigma )A_{\sigma (1),1}A_{\sigma (2),2}\cdots A_{\sigma (n),n},}
где в произведении первыми идут элементы из первого столбца, затем из второй и так далее. Определитель во втором множителе правой части равенства есть Омега процесс Кэли, а в первом — определитель Капелли.
Операторы Eij могут быть записаны в матричной форме:
{\displaystyle E=XD^{t},}
где {\displaystyle E,X,D} — матрицы с элементами Eij, xij, {\displaystyle {\frac {\partial }{\partial x_{ij}}}} соответственно. Если все элементы в этих матрицах коммутирующие, тогда очевидно {\displaystyle \det(E)=\det(X)\det(D^{t})}. Тождество Капелли показывает, что, несмотря на некоммутируемость формуле выше можно придать смысл. Цена некоммутируемости — небольшая поправка: {\displaystyle (n-i)\delta _{ij}} в левой части равенства. В общем случае для некоммутирующих матриц такие формулы, как
{\displaystyle \det(AB)=\det(A)\det(B)}
не существуют, и само понятие определитель не имеет смысла. Именно поэтому тождество Капелли все ещё несколько загадочно, несмотря на многочисленные его доказательства. По-видимому, очень короткого доказательства не существует. Проверка тождества на прямую может быть сделано в качестве относительно несложного упражнения для n = 2, но уже для n = 3 прямая проверка будет слишком длиной.

## Связь теории представлений
При рассмотрении общей ситуации предположим, что {\displaystyle n} и {\displaystyle m} два целых числа и {\displaystyle x_{ij}} для {\displaystyle i=1,\dots ,n,\ j=1,\dots ,m}, коммутирующие переменные. Переопределим {\displaystyle E_{ij}} почти так же, как раньше:
{\displaystyle E_{ij}=\sum _{a=1}^{m}x_{ia}{\frac {\partial }{\partial x_{ja}}}},
с той лишь разницей, что индекс суммирования {\displaystyle a} пробегает значения от {\displaystyle 1} до {\displaystyle m}. Легко видеть, что такие коммутаторы этих операторов удовлетворяют следующим соотношениям:
{\displaystyle [E_{ij},E_{kl}]=\delta _{jk}E_{il}-\delta _{il}E_{kj}}.
Здесь {\displaystyle [a,b]} означает коммутатор {\displaystyle ab-ba}. Это те же соотношения, которые выполняются для матриц {\displaystyle e_{ij}}, в которых стоят нули всюду, кроме позиции {\displaystyle (i,j)}, где находится 1. (Такие матрицы {\displaystyle e_{ij}} иногда называется матричными единицами). Отсюда заключаем, что отображение {\displaystyle \pi :e_{ij}\mapsto E_{ij}} определяет Представление алгебры Ли {\displaystyle {\mathfrak {gl}}_{n}} в векторном пространстве многочленов от {\displaystyle x_{ij}}.

### Случайm= 1 и представлениеSkCn
При рассмотрении частного случая m = 1 имеем xi1, который будем сокращённо записывать как xi:
{\displaystyle E_{ij}=x_{i}{\frac {\partial }{\partial x_{j}}}.}
В частности, для многочленов первой степени видно, что:
{\displaystyle E_{ij}x_{k}=\delta _{jk}x_{i}}.
Поэтому действие {\displaystyle E_{ij}} ограничивается пространством многочленов первой степени точно так же, как действие матричных единиц {\displaystyle e_{ij}} на векторах в {\displaystyle \mathbb {C} ^{n}}. Таким образом, с точки зрения теории представления, подпространство многочленов первой степени это подпредставление алгебры Ли {\displaystyle {\mathfrak {gl}}_{n}}, которое мы отождествляем с стандартным представлением в {\displaystyle \mathbb {C} ^{n}}. Далее видно, что дифференциальные операторы {\displaystyle E_{ij}} сохраняют степень многочленов, и следовательно многочлены каждой фиксированной степени образуют подпредставление алгебры Ли {\displaystyle {\mathfrak {gl}}_{n}}. Видно также, что пространство однородных многочленов степени k может быть определено симметричным тензором степени {\displaystyle S^{k}\mathbb {C} ^{n}} стандартного представления {\displaystyle \mathbb {C} ^{n}}.
Также может быть определена структура максимального веса этих представлений. Одночлен {\displaystyle x_{1}^{k}} — это вектор максимального веса. Действительно, {\displaystyle E_{ij}x_{1}^{k}=0} для i < j. Его максимальный вес равен (k, 0, … ,0), потому что {\displaystyle E_{ii}x_{1}^{k}=k\delta _{i1}x_{1}^{k}}.
Это представление иногда называют бозонным преставлением {\displaystyle {\mathfrak {gl}}_{n}}. Аналогичные формулы {\displaystyle E_{ij}=\psi _{i}{\frac {\partial }{\partial \psi _{j}}}} определяют так называемое фермионное представление, где {\displaystyle \psi _{i}} —антикоммутативные переменные. Снова, многочлены степени k образуют неприводимое подпредставление, изоморфное {\displaystyle \Lambda ^{k}\mathbb {C} ^{n}}, то есть антисимметричный тензор степени {\displaystyle \mathbb {C} ^{n}}. Максимальный вес такого представления (0, …, 0, 1, 0, …, 0). Эти представления при k = 1, …, n являются фундаментальными представлениями {\displaystyle {\mathfrak {gl}}_{n}}.

#### Тождество Капелли дляm= 1
Вернёмся к тождеству Капелли. Можно доказать следующее:
{\displaystyle \det(E+(n-i)\delta _{ij})=0,\qquad n>1}.
Основная мотивация для этого равенства следующая: рассмотрим {\displaystyle E_{ij}^{c}=x_{i}p_{j}} для некоторых коммутирующий переменных {\displaystyle x_{i},p_{j}}. Матрица {\displaystyle E^{c}} имеет ранг 1 и, следовательно, её определитель равен нулю. Элементы матрицы {\displaystyle E} определены аналогичными формулами, однако, её элементы не коммутируют. Тождество Капелли показывает, что коммутативное тождество {\displaystyle \det(E^{c})=0} может быть сохранено при введении поправок {\displaystyle (n-i)\delta _{ij}} к матрице {\displaystyle E}.
Отметим также, что подобное тождество для характеристического многочлена:
{\displaystyle \det(t+E+(n-i)\delta _{ij})=t^{[n]}+\mathrm {Tr} (E)t^{[n-1]},}
где {\displaystyle t^{[k]}=t(t+1)\cdots (t+k-1)}. Это некоммутативный аналог простого факта, что характеристический многочлен матрицы ранга 1 содержит только первые и вторые коэффициенты.
Рассмотрим пример для n = 2.
{\displaystyle {\begin{aligned}&{\begin{vmatrix}t+E_{11}+1&E_{12}\\E_{21}&t+E_{22}\end{vmatrix}}={\begin{vmatrix}t+x_{1}\partial _{1}+1&x_{1}\partial _{2}\\x_{2}\partial _{1}&t+x_{2}\partial _{2}\end{vmatrix}}\\[8pt]&=(t+x_{1}\partial _{1}+1)(t+x_{2}\partial _{2})-x_{2}\partial _{1}x_{1}\partial _{2}\\[6pt]&=t(t+1)+t(x_{1}\partial _{1}+x_{2}\partial _{2})+x_{1}\partial _{1}x_{2}\partial _{2}+x_{2}\partial _{2}-x_{2}\partial _{1}x_{1}\partial _{2}\end{aligned}}}
Используя
{\displaystyle \partial _{1}x_{1}=x_{1}\partial _{1}+1,\partial _{1}x_{2}=x_{2}\partial _{1},x_{1}x_{2}=x_{2}x_{1}}
мы видим что это равно:
{\displaystyle {\begin{aligned}&{}\quad t(t+1)+t(x_{1}\partial _{1}+x_{2}\partial _{2})+x_{2}x_{1}\partial _{1}\partial _{2}+x_{2}\partial _{2}-x_{2}x_{1}\partial _{1}\partial _{2}-x_{2}\partial _{2}\\[8pt]&=t(t+1)+t(x_{1}\partial _{1}+x_{2}\partial _{2})=t^{[2]}+t\,\mathrm {Tr} (E).\end{aligned}}}

### Универсальная обёртывающая алгебраU(gln){\displaystyle U({\mathfrak {gl}}_{n})}и её центр
Интересным свойством определителя Капелли является то, что он коммутирует со всеми операторами Eij, то есть, коммутаторы {\displaystyle [E_{ij},\det(E+(n-i)\delta _{ij})]} равны нулю.
Это утверждение может быть обобщено следующим образом.
Рассмотрим любые элементы Eij в любом кольце, удовлетворяющие соотношению на коммутатор {\displaystyle [E_{ij},E_{kl}]=\delta _{jk}E_{il}-\delta _{il}E_{kj}}, (например, они могут быть дифференциальными операторами, как указано выше, матричными единицами eij или любыми другими элементами). Определим элементы Ck следующим образом:
{\displaystyle \det(t+E+(n-i)\delta _{ij})=t^{[n]}+\sum _{k=n-1,\dots ,0}t^{[k]}C_{k},}
где {\displaystyle t^{[k]}=t(t+1)\cdots (t+k-1),}
тогда:
- элементы Ck коммутируют со всем элементами Eij
- элементы Ck могут быть представлены формулами, аналогичным коммутативному случаю:

{\displaystyle C_{k}=\sum _{I=(i_{1}<i_{2}<\cdots <i_{k})}\det(E+(k-i)\delta _{ij})_{II},}
то есть они являются суммами главных миноров матрицы E, по модулю поправок Капелли {\displaystyle +(k-i)\delta _{ij}}. В частности, элемент C0 является определителем Капелли, рассмотренным выше.
Эти утверждения взаимосвязаны с тождеством Капелли, как будет показано ниже, и судя по всему, для них также не существует прямого короткого доказательства, несмотря на простоту формулировок.
Универсальная обёртывающая алгебра {\displaystyle U({\mathfrak {gl}}_{n})}
может быть определена как алгебра, генерируемая Eij связанными только соотношениями
{\displaystyle [E_{ij},E_{kl}]=\delta _{jk}E_{il}-\delta _{il}E_{kj}}.
Утверждение выше показывает, что элементы Ck принадлежат центру {\displaystyle U({\mathfrak {gl}}_{n})}. Более того можно доказать, что они — свободные генераторы центра {\displaystyle U({\mathfrak {gl}}_{n})}. Иногда они называются генераторами Капелли. Тождества Капелли для них будут рассмотрены ниже.
Рассмотрим пример при n = 2.
{\displaystyle {\begin{aligned}{}\quad {\begin{vmatrix}t+E_{11}+1&E_{12}\\E_{21}&t+E_{22}\end{vmatrix}}&=(t+E_{11}+1)(t+E_{22})-E_{21}E_{12}\\&=t(t+1)+t(E_{11}+E_{22})+E_{11}E_{22}-E_{21}E_{12}+E_{22}.\end{aligned}}}
Непосредственно проверяется, что элемент {\displaystyle (E_{11}+E_{22})} коммутирует с {\displaystyle E_{ij}}. (Это соответствует очевидному факту, что матрица тождества коммутирует со всеми другими матрицами). Более поучительной является проверка коммутативности второго элемента с {\displaystyle E_{ij}}. Проведём её для {\displaystyle E_{12}}:
{\displaystyle [E_{12},E_{11}E_{22}-E_{21}E_{12}+E_{22}]}
{\displaystyle =[E_{12},E_{11}]E_{22}+E_{11}[E_{12},E_{22}]-[E_{12},E_{21}]E_{12}-E_{21}[E_{12},E_{12}]+[E_{12},E_{22}]}
{\displaystyle =-E_{12}E_{22}+E_{11}E_{12}-(E_{11}-E_{22})E_{12}-0+E_{12}}
{\displaystyle =-E_{12}E_{22}+E_{22}E_{12}+E_{12}=-E_{12}+E_{12}=0.}
Мы видим, что наивный определитель {\displaystyle E_{11}E_{22}-E_{21}E_{12}} не коммутирует с {\displaystyle E_{12}} и поправка Капелли {\displaystyle +E_{22}} существенна для принадлежности центру.

### Произвольноеmи дуальные пары
Вернемся к общему случаю:
{\displaystyle E_{ij}=\sum _{a=1}^{m}x_{ia}{\frac {\partial }{\partial x_{ja}}},}
для произвольных n и m. Определение операторов Eij можно записать в матричном виде: {\displaystyle E=XD^{t}}, где {\displaystyle E} это {\displaystyle n\times n} матрица с элементами {\displaystyle E_{ij}}; {\displaystyle X} это {\displaystyle n\times m} матрица с элементами {\displaystyle x_{ij}}; {\displaystyle D} это {\displaystyle n\times m} матрица с элементами {\displaystyle {\frac {\partial }{\partial x_{ij}}}}.

#### Тождества Капелли-Коши-Бине
Для произвольного m матрица E является произведением двух прямоугольных матриц: X и транспонированой к D. Если бы все элементы этих матриц коммутировали бы, тогда определитель матрицы E может быть выражен так называемой формулой Бине — Коши] через миноры X и D. Аналогичная формула существует и для матрицы E снова за небольшую плату введения поправки {\displaystyle E\rightarrow (E+(n-i)\delta _{ij})}:
{\displaystyle \det(E+(n-i)\delta _{ij})=\sum _{I=(1\leq i_{1}<i_{2}<\cdots <i_{n}\leq m)}\det(X_{I})\det(D_{I}^{t})},
В частности (подобно коммутативному случаю): если m<n, то {\displaystyle \det(E+(n-i)\delta _{ij})=0}; в случае m=n мы возвращаемся к тождеству выше.
Заметим, что подобно коммутативному случаю, можно выразить не только определитель чE, но и его миноры через миноры X и D:
{\displaystyle \det(E+(s-i)\delta _{ij})_{KL}=\sum _{I=(1\leq i_{1}<i_{2}<\cdots <i_{s}\leq m)}\det(X_{KI})\det(D_{IL}^{t})},
Здесь K = (k1 < k2 < … < ks), L = (l1 < l2 < … < ls) — произвольные мульти-индексы; как обычно {\displaystyle M_{KL}} обозначает подматрицу M образуемую элементами M kalb. Обратите внимание, что поправка Капелли теперь содержит s, а не n как в предыдущей формуле. Заметим, что для s=1, поправка(s − i) исчезает и мы получаем просто определение E как произведение X и транспозиции D. Заметим также, что для произвольных K, L соответствующие миноры не коммутируют со всеми элементами Eij, так что тождество Капелли существует не только для центральных элементов.
В качестве следствия из этой формулы и формулы для характеристичного многочлена из предыдущего раздела упомянем следующее:
{\displaystyle \det(t+E+(n-i)\delta _{ij})=t^{[n]}+\sum _{k=n-1,\dots ,0}t^{[k]}\sum _{I,J}\det(X_{IJ})\det(D_{JI}^{t}),}
где {\displaystyle I=(1\leq i_{1}<\cdots <i_{k}\leq n),} {\displaystyle J=(1\leq j_{1}<\cdots <j_{k}\leq n)}. Эта формула аналогична коммутативному случаю, за исключением поправки {\displaystyle +(n-i)\delta _{ij}} в левой части и замены tn на t[n] в правой.

#### Соотношение с дуальными парами
Современный интерес к этим группам возник, благодаря Роджеру Хоуву, который рассмотрел их в своей теории дуальных пар. В случае первого ознакомления с этими идеями имеем дело с операторами {\displaystyle E_{ij}}. Такие операторы сохраняют степень многочленов. Рассмотрим многочлены первой степени: {\displaystyle E_{ij}x_{kl}=x_{il}\delta _{jk}}, мы видим что индекс l сохраняется. С точки зрения теории представлений многочлены первой степени могут быть отождествлены с прямым сложением представлений {\displaystyle \mathbb {C} ^{n}\oplus \cdots \oplus \mathbb {C} ^{n}}, здесь l-ое подпространство (l=1…m) натянуто на {\displaystyle x_{il}}, i = 1, …, n. Посмотрим ещё раз на векторное пространство:
{\displaystyle \mathbb {C} ^{n}\oplus \cdots \oplus \mathbb {C} ^{n}=\mathbb {C} ^{n}\otimes \mathbb {C} ^{m}.}
Такая точка зрения даёт первый намёк на симметрию между m и n. Чтобы взглянуть на эту идею глубже, рассмотрим:
{\displaystyle E_{ij}^{\text{dual}}=\sum _{a=1}^{n}x_{ai}{\frac {\partial }{\partial x_{aj}}}.}
Эти операторы задаются теми же формулами, что и {\displaystyle E_{ij}} за исключением перенумерации {\displaystyle i\leftrightarrow j}, следовательно, по тем же самыми аргументами, мы можем заключить, что {\displaystyle E_{ij}^{\text{dual}}} задаёт представление алгебры Ли {\displaystyle {\mathfrak {gl}}_{m}} в векторном пространстве многочленов xij. Прежде, чем идти дальше, обратим внимание на следующее свойство: дифференциальные операторы {\displaystyle E_{ij}^{\text{dual}}} коммутируют с дифференциальными операторами {\displaystyle E_{kl}}.
Группа Ли {\displaystyle GL_{n}\times GL_{m}} действует на векторном пространстве {\displaystyle \mathbb {C} ^{n}\otimes \mathbb {C} ^{m}} естественным образом. Можно показать, что соответствующее действие алгебры Ли {\displaystyle {\mathfrak {gl}}_{n}\times {\mathfrak {gl}}_{m}} задается дифференциальными операторами {\displaystyle E_{ij}} и {\displaystyle E_{ij}^{\text{dual}}} соответственно. Это объясняет коммутативность этих операторов.
Более того, справедливы следующие свойства:
- Дифференциальными операторами, коммутирующими с {\displaystyle E_{ij}}, являются все многочлены в {\displaystyle E_{ij}^{\text{dual}}}, и только они.
- Разложение векторного пространства многочленов в прямую сумму тензорных произведений неприводимых представлений {\displaystyle GL_{n}} and {\displaystyle GL_{m}} может быть задано следующим образом:

{\displaystyle \mathbb {C} [x_{ij}]=S(\mathbb {C} ^{n}\otimes \mathbb {C} ^{m})=\sum _{D}\rho _{n}^{D}\otimes \rho _{m}^{D'}.}
Здесь слагаемые индексируются диаграммой Юнга D, а представления {\displaystyle \rho ^{D}} взаимно неизоморфны. Диаграмма {\displaystyle {D}} определяет {\displaystyle {D'}} и наоборот.
- В частности представление большой группы {\displaystyle GL_{n}\times GL_{m}} такого, что каждое неприводимое представление входит только один раз.

Легко заметить сильное сходство с дуальностью Шура-Вейла

## Обобщения
Обобщению тождества Капелли посвятили свои работы ряд физиков и математиков, среди них: Р. Хоув, Б. Констант, филдсовский медалист А. Окуньков, А. Сокал, Д. Зеильбергер.
Предположительно, первые обобщения были получены Гербертом Вестреном Тарнбуллом ещё в 1948 году, который нашёл обобщение для случая симметричных матриц (см. современный обзор в).
Остальные обобщения могут быть разделены на несколько групп. Большинство из них основаны на точке зрения алгебры Ли. Такие обобщения состоят из замены алгебры Ли {\displaystyle {\mathfrak {gl}}_{n}} на полупростую группу Ли и их супералгебру квантовую группу, и последующие развитие такого подхода. Также тождество может быть обобщено для других дуальных пар. И, наконец, можно рассматривать не только определитель матрицы E, но его перманент след его степеней и иммананты. Упомянем ещё несколько работ[уточнить]:. Считалось в течение долгого времени, что тождество глубоко связано с полупростой группой Ли. Однако новое чисто алгебраическое обобщение тождества, которое было найдено в 2008 С. Карасиолло, А. Спортиелло, А. Сокалем, не имеет отношения к алгебре Ли.

### Тождество Тёрнбулла для симметричных матриц
Рассмотрим симметричные матрицы
{\displaystyle X={\begin{vmatrix}x_{11}&x_{12}&x_{13}&\cdots &x_{1n}\\x_{12}&x_{22}&x_{23}&\cdots &x_{2n}\\x_{13}&x_{23}&x_{33}&\cdots &x_{3n}\\\vdots &\vdots &\vdots &\ddots &\vdots \\x_{1n}&x_{2n}&x_{3n}&\cdots &x_{nn}\end{vmatrix}},D={\begin{vmatrix}2{\frac {\partial }{\partial x_{11}}}&{\frac {\partial }{\partial x_{12}}}&{\frac {\partial }{\partial x_{13}}}&\cdots &{\frac {\partial }{\partial x_{1n}}}\\[6pt]{\frac {\partial }{\partial x_{12}}}&2{\frac {\partial }{\partial x_{22}}}&{\frac {\partial }{\partial x_{23}}}&\cdots &{\frac {\partial }{\partial x_{2n}}}\\[6pt]{\frac {\partial }{\partial x_{13}}}&{\frac {\partial }{\partial x_{23}}}&2{\frac {\partial }{\partial x_{33}}}&\cdots &{\frac {\partial }{\partial x_{3n}}}\\[6pt]\vdots &\vdots &\vdots &\ddots &\vdots \\{\frac {\partial }{\partial x_{1n}}}&{\frac {\partial }{\partial x_{2n}}}&{\frac {\partial }{\partial x_{3n}}}&\cdots &2{\frac {\partial }{\partial x_{nn}}}\end{vmatrix}}}
Герберт Тёрнбулл в 1948 году открыл следующее равенство:
{\displaystyle \det(XD+(n-i)\delta _{ij})=\det(X)\det(D)}
Комбинаторное доказательство можно найти в работе, ещё одно доказательство и интересные[уточнить] обобщения в работе, см. также обсуждение ниже.

### Тождество Хоув-Умеда-Констант-Сахи для антисимметричных матриц
Рассмотрим антисимметричные матрицы
{\displaystyle X={\begin{vmatrix}0&x_{12}&x_{13}&\cdots &x_{1n}\\-x_{12}&0&x_{23}&\cdots &x_{2n}\\-x_{13}&-x_{23}&0&\cdots &x_{3n}\\\vdots &\vdots &\vdots &\ddots &\vdots \\-x_{1n}&-x_{2n}&-x_{3n}&\cdots &0\end{vmatrix}},D={\begin{vmatrix}0&{\frac {\partial }{\partial x_{12}}}&{\frac {\partial }{\partial x_{13}}}&\cdots &{\frac {\partial }{\partial x_{1n}}}\\[6pt]-{\frac {\partial }{\partial x_{12}}}&0&{\frac {\partial }{\partial x_{23}}}&\cdots &{\frac {\partial }{\partial x_{2n}}}\\[6pt]-{\frac {\partial }{\partial x_{13}}}&-{\frac {\partial }{\partial x_{23}}}&0&\cdots &{\frac {\partial }{\partial x_{3n}}}\\[6pt]\vdots &\vdots &\vdots &\ddots &\vdots \\[6pt]-{\frac {\partial }{\partial x_{1n}}}&-{\frac {\partial }{\partial x_{2n}}}&-{\frac {\partial }{\partial x_{3n}}}&\cdots &0\end{vmatrix}}.}
Тогда
{\displaystyle \det(XD+(n-i)\delta _{ij})=\det(X)\det(D).}

### Тождество Карасиолло — Спортиелло — Сокала для матриц Манина
Рассмотрим две матрицы М и Y над некоторым ассоциативным кольцом, которые удовлетворяет условию
{\displaystyle [M_{ij},Y_{kl}]=-\delta _{jk}Q_{il}}
для некоторых элементов Qil. Иными словами элементы в j-ой столбце M коммутирует с элементами k-го ряда Y когда {\displaystyle j\neq k}, а в случае, когда {\displaystyle j=k}, коммутатор элементов Mik и Ykl зависит только от i, l, но не от k.
Предположим, что M это матрица Манина (простейшим примером является матрица с коммутирующими элементами).
Тогда для случая квадратной матрицы
{\displaystyle \det(MY+Q\,\mathrm {diag} (n-1,n-2,\dots ,1,0))=\det(M)\det(Y)}
Здесь Q это матрица с элементами Qil, и diag(n − 1, n − 2, …, 1, 0) означает диагональную матрицу с элементами n − 1, n − 2, …, 1, 0 на диагонали.
См. предложение 1.2' формула (1.15) стр. 4, наша Y это транспозиция к их B.
Очевидно, оригинальное тождество Каппели — частный случай этого тождества. Кроме того, из этого тождества видно, что в первоначальном тождестве Каппели можно рассмотреть элементы
{\displaystyle {\frac {\partial }{\partial x_{ij}}}+f_{ij}(x_{11},\dots ,x_{kl},\dots )}
для произвольных функций fij и тождество продолжает оставаться верным.

### Тождество Мухина — Тарасова — Варченко и модель Годена

#### Формулировка
Рассмотрим матрицы X и D как в тождестве Капелли, то есть с элементами {\displaystyle x_{ij}} и {\displaystyle \partial _{ij}} на позиции (ij).
Пусть z — другая формальная переменная (коммутирующая с x). Пусть A и B — некоторые матрицы, элементы которых комплексные числа.
{\displaystyle \det \left({\frac {\partial }{\partial _{z}}}-A-X{\frac {1}{z-B}}D^{t}\right)}
{\displaystyle ={\det }_{{\text{Поместить все }}x{\text{ и }}z{\text{ слева, в то время как все дифференцирования справа}}}^{\text{рассчитать, как будто все коммутируют}}}
{\displaystyle \left({\frac {\partial }{\partial _{z}}}-A-X{\frac {1}{z-B}}D^{t}\right)}
Здесь первый определитель следует понимать, как всегда, как определитель по столбцам матрицы с некоммутативными записями. Второй определитель должен быть вычислен, помещающая (как будто все элементы коммутативны) все x и z слева, а все дифференцирования справа (такой рецепт называется нормальным порядком в квантовой механике).

#### Квантовая интегрируемая система Годена и теорема Талалаева
Матрица
{\displaystyle L(z)=A+X{\frac {1}{z-B}}D^{t}}
это матрица Лакса для квантовой интегрируемой системы спиновая цепочка[неизвестный термин] Годена. Д. Талалаев решил давнюю проблему явного решения для полного набора законов сохранения квантового коммутирования в модели Годена, открыв следующую теорему.
Положим
{\displaystyle \det \left({\frac {\partial }{\partial _{z}}}-L(z)\right)=\sum _{i=0}^{n}H_{i}(z)\left({\frac {\partial }{\partial _{z}}}\right)^{i}.}
Тогда для всех i, j, z, w
{\displaystyle [H_{i}(z),H_{j}(w)]=0,}
то есть Hi(z) генерируют функции от z для дифференциальных операторов от x, которые все коммутируют. Так что они дают законы сохранения квантового коммутирования в модели Годена.

### Перманенты, иммананты, след матрицы — «более высокие тождества Капелли»
Оригинальное тождество Капелли является утверждением об определителях. Позже аналогичные тождества были найдены для перманентов, имманентов и следа матрицы.
Основанная на комбинаторном подходе, статья С. Г. Уильямсона
была один из первых результатов в этом направлении.

#### Тождество Тёрнбулла для перманент антисимметричных матриц
Рассмотрим антисимметричные матрицы X и D с элементами xij и соответствующими производными, как в случае Хоув-Умеда-Констант-Сахи выше.
Тогда
{\displaystyle \mathrm {perm} (X^{t}D-(n-i)\delta _{ij})=\mathrm {perm} _{{\text{Поместить все }}x{\text{ слева, в то время как все дифференцирования справа}}}^{\text{рассчитать, как будто все коммутируют}}(X^{t}D).}
Процитируем: «…говорится без доказательства в конце работы Тёрнбулла». Сами авторы следуют Тёрнбуллу — в самом конце их
работы они пишут:
«Так как доказательство этого последнего тождества очень похоже на доказательства симметричного аналога Тёрнбулла (с небольшим отклонением), мы оставляем его в качестве поучительного и приятного упражнения для читателя».
Это равенство анализируется в работе.